# Дуомо (станция метро, Милан)
«Дуо́мо» (итал. Duomo — кафедральный собор) — пересадочная станция линий M1 и M3 Миланского метрополитена. Подземная станция, располагается в самом центре города под площадью Кафедрального собора (итал. piazza del Duomo).

## История
Станция была открыта в составе первой очереди линии M1 (от станции Сесто Марелли до станции Лотто) 1 ноября 1964 года.
3 мая 1990 года была пущена первая очередь линии M3 от станции Чентрале до станции Дуомо — с этого момента станция Дуомо превратилась в пересадочную. Линия M3 была продлена 16 декабря того же года до станции Порта Романа.
При постройке линии M3 были планы по измению внешнего вида площади — согласно проекту архитектора Иньяцио Гарделлы предусматривалось возведение монумента с фонтаном в западной части площади. Однако, эти планы не были реализованы.

## Особенности
Устройство станции линии M1: подземное расположение с двумя путями — по одному для каждого направления и двумя боковыми платформами. Станционный зал располагается под северной частью площади. Станция находится на расстоянии 340 метров от станции «Кордузио» и 688 метров от станции «Сан Бабила».
На станции линии M3 имеются разноуровневые платформы, что позволило избежать прокладки тоннелей под зданиями. На нижнем уровне находятся пути в направлении станции Сан Донато, на верхнем —в направлении станции Комазина.. Станционный зал располагается под западной частью площади.
Над станционным залом находится обширный мезонин, заранее спроектированный с учётом пересадочного характера станции.
Из мезонина ведут длинные подземные галереи, вмещающие в себя торговые предприятия: подземная галерея «Чивика» (итал. Civica Galleria Sotterranea) — на улицу Торино (via Torino), галерея «Артиджанато» («ремесленная», Galleria dell’Artigianato) к соседней станции метро Кордузио, галерея «Саграто» (Galleria del Sagrato) в сторону проспекта Виктора-Эммануила II (corso Vittorio Emanuele II) с отдельным выходом в подземный этаж торгового центра «Риашенте» (La Rinascente).

## Пересадки
Со станции «Дуомо» производятся пересадки на миланский наземный транспорт:
- Трамвай линий 2, 3, 12, 14, 15, 16 и 19
- Автобус

## Оснащение
Оснащение станции:
- Аппараты для продажи билетов
- Бар
- мини-маркет (осуществляет также продажу билетов на метро)

## Фотогалерея

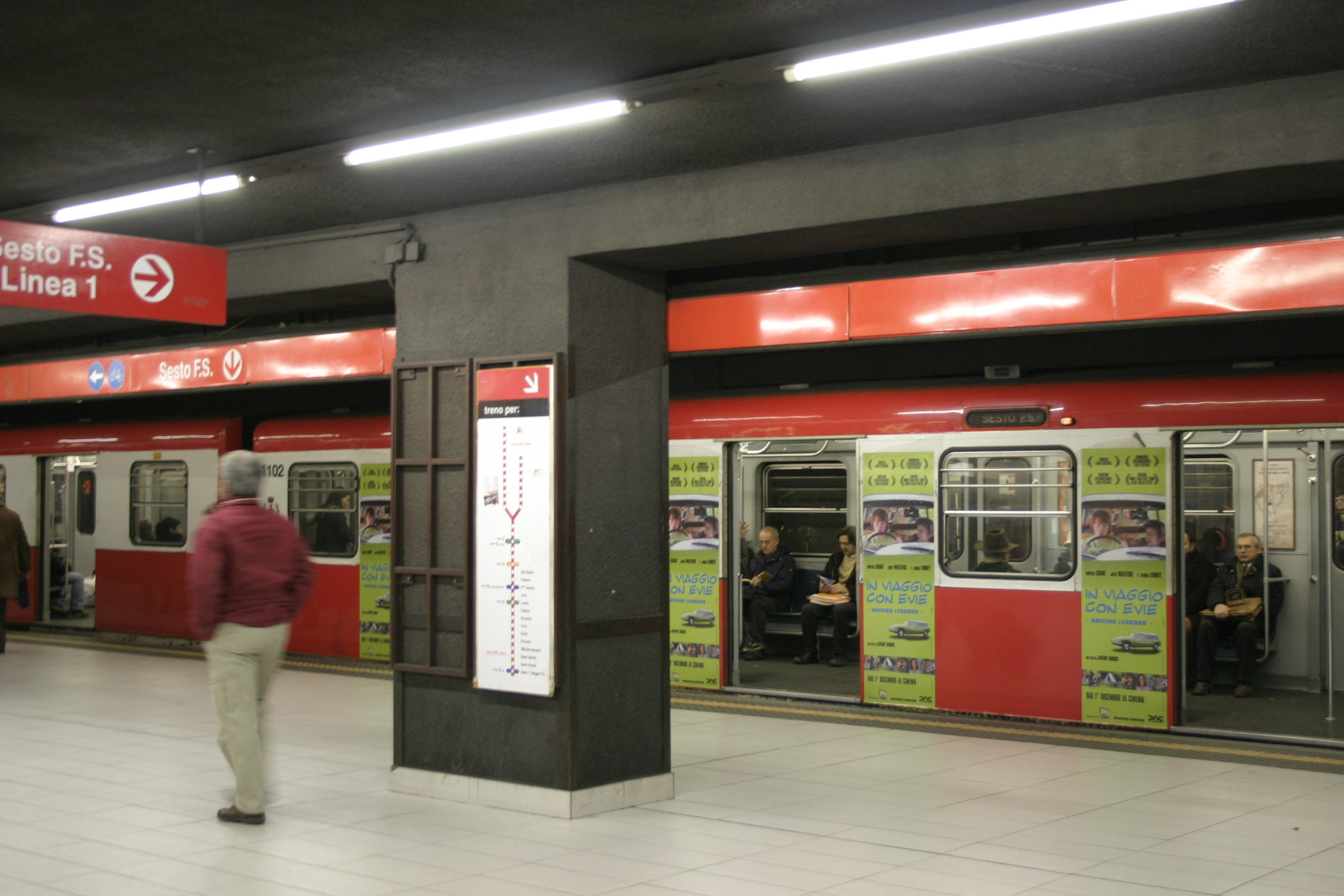
Платформа линии M1
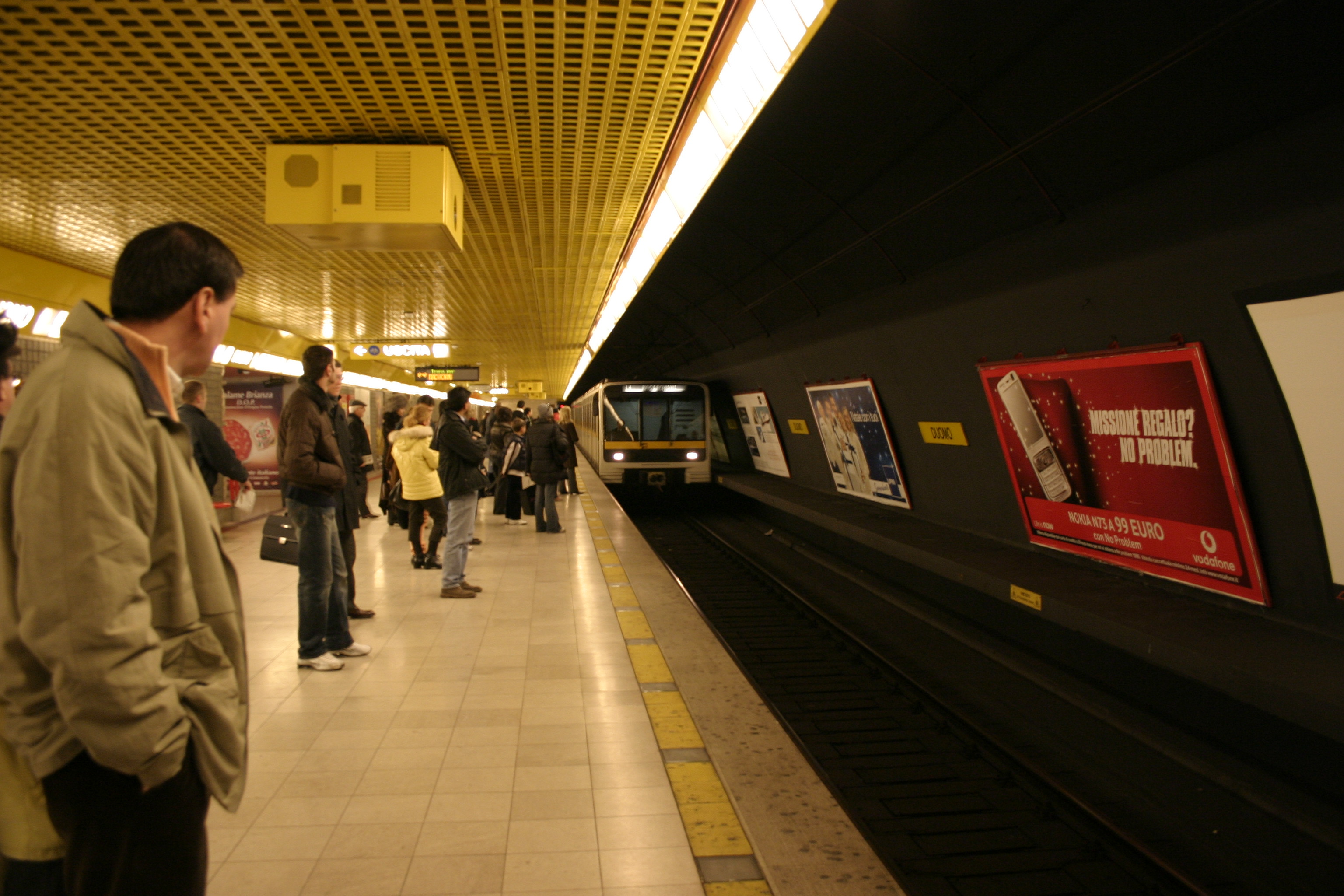
Платформа линии M3
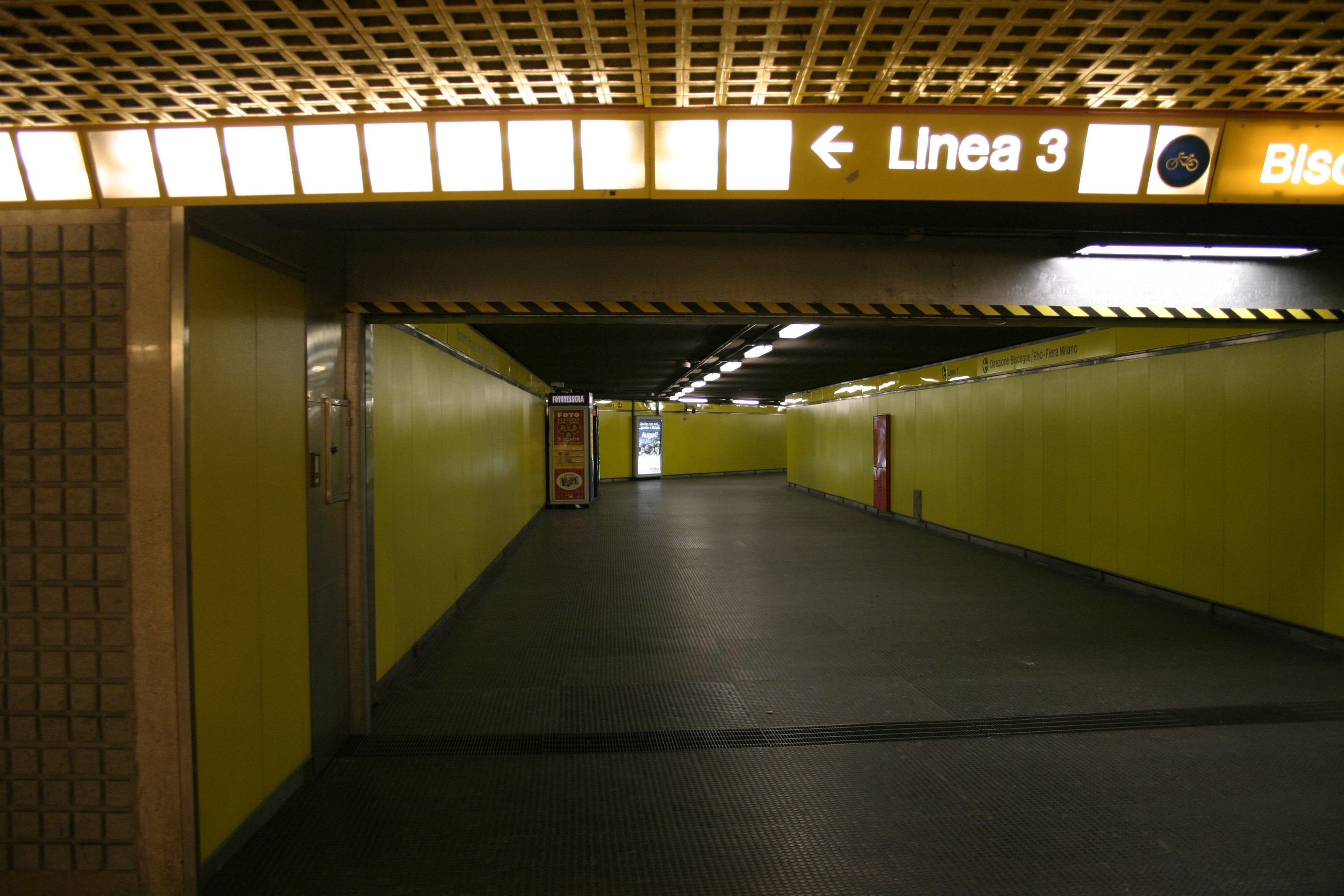
Переход с линии M3 на линию M1